# The Big Man
The Big Man  è un  film del 1990 diretto da David Leland.

## Trama
Danny (Liam Neeson) è un minatore disoccupato che per sbarcare il lunario, decide di introdursi nel circuito dei combattimenti a mani nude.